# Concordancier
Le concordancier ou logiciel de concordance est un livre de référence très utile aux linguistes qui permet de faire la recherche dans un corpus d'un mot accompagné de son contexte, que ce soit pour attester son usage ou l'étudier.
Il constitue l'équivalent informatique des anciennes concordances sur papier.
Il en existe différents sur Internet, qui n'ont pas toujours cette unique vocation. C'est le cas, par exemple, de Google Livres et de Project Gutenberg. Les moteurs de recherche eux-mêmes permettent d'effectuer des recherches de mots en contexte sur tout le Web ou dans des sites précis seulement. Par exemple, pour voir les occurrences du mot Québec dans les journaux français : Libération, Figaro, Le Monde, La Croix et Le Monde diplomatique : 
En traductique, c'est plutôt le concordancier bilingue qu'on emploie.